# Ulises Mendívil
Ulises Mendívil Armenta, (nacido el 3 de septiembre de 1980 en San Carlos, Baja California Sur, México) es un exfutbolista mexicano. Jugaba en la posición de delantero.

## Trayectoria
Debutó en la Primera División en el año 2003 con el club de fútbol Atlas FC de Guadalajara, Jalisco (México). Después de jugar en el Pachuca Club de Futbol de Pachuca, Hidalgo (México) durante un año, pasó a formar parte de la escuadra de los Potros de hierro del Atlante, de Cancún, Quintana Roo (México). Fichó en el clausura 2013 con el Altamira Fútbol Club de la Liga de Ascenso de México, donde portaba el número 9, que lo ha identificado en todos sus equipos. Para mediados de 2013 firma con el equipo guatemalteco Xelajú MC en donde hizo goles y fue fundamental en el equipo, para 2014 decide regresar a México a retirarse y a nivel amateur reforzar al Citrojugo FC de Tecomán. Actualmente vende mariscos en su prestigioso restaurante llamado "Coordenada 9" ubicado en la Av. Camino Real en el Estado de Colima.

### Clubes
| Club                         | País                | Año         | Partidos | Goles | Media |
| ---------------------------- | ------------------- | ----------- | -------- | ----- | ----- |
| Atlético Cihuatlán           | México              | 2002 - 2003 | 24       | 12    | 0.5   |
| Atlas F.C.                   | México              | 2003 - 2009 | 58       | 12    | 0.21  |
| Coyotes de Sonora (Cedido)   | México              | 2006        | 19       | 11    | 0.58  |
| Jaguares de Chiapas (Cedido) | México              | 2006 - 2007 | 17       | 1     | 0.06  |
| Pachuca C.F.                 | México              | 2009 - 2010 | 45       | 23    | 0.51  |
| Atlante F.C.                 | México              | 2010        | 10       | 0     | 0     |
| C. Necaxa                    | México              | 2010 - 2011 | 6        | 0     | 0     |
| Irapuato F.C.                | México              | 2011        | 5        | 0     | 0     |
| Altamira F.C.                | México              | 2013        | 2        | 1     | 0.5   |
| Xelajú F.C.                  | Guatemala           | 2013 - 2014 | 39       | 13    | 0.33  |
| Total en su carrera          | Total en su carrera | 2003 -      | 237      | 71    | 0.3   |

## Estadísticas

### Clubes
| Atlético Cihuatlán · México | 2.ª                 | 2002-03             | 24  | 12 | - | - | -  | - | 24  | 12 |
| Atlético Cihuatlán · México | 2.ª                 | Total               | 24  | 12 | - | - | -  | - | 24  | 12 |
| Atlas F.C. · México | 1.ª                 | 2003-04             | 12  | 0  | 1 | 0 | -  | - | 13  | 0  |
| Atlas F.C. · México | 1.ª                 | 2004-05             | 11  | 4  | - | - | -  | - | 11  | 4  |
| Atlas F.C. · México | 1.ª                 | 2005-06             | 8   | 2  | - | - | -  | - | 8   | 2  |
| Atlas F.C. · México | 1.ª                 | 2007-08             | 20  | 6  | 2 | 0 | 9  | 1 | 31  | 7  |
| Atlas F.C. · México | 1.ª                 | 2008                | 8   | 0  | - | - | -  | - | 8   | 0  |
| Atlas F.C. · México | 1.ª                 | Total               | 59  | 12 | 3 | 0 | 9  | 1 | 71  | 13 |
| Coyotes F.C. · México | 2.ª                 | 2006                | 19  | 11 | - | - | -  | - | 19  | 11 |
| Coyotes F.C. · México | 2.ª                 | Total               | 19  | 11 | - | - | -  | - | 19  | 11 |
| Jaguares de Chiapas · México | 1.ª                 | 2006/07             | 13  | 0  | 4 | 1 | -  | - | 17  | 1  |
| Jaguares de Chiapas · México | 1.ª                 | Total               | 13  | 0  | 4 | 1 | -  | - | 17  | 1  |
| C.F. Pachuca · México | 1.ª                 | 2009                | 11  | 6  | 1 | 0 | -  | - | 12  | 6  |
| C.F. Pachuca · México | 1.ª                 | 2009-10             | 21  | 8  | 1 | 0 | 9  | 6 | 31  | 14 |
| C.F. Pachuca · México | 1.ª                 | Total               | 32  | 14 | 2 | 0 | 9  | 6 | 40  | 23 |
| Atlante F.C. · México | 1.ª                 | 2010                | 10  | 0  | - | - | -  | - | 10  | 0  |
| Atlante F.C. · México | 1.ª                 | Total               | 10  | 0  | - | - | -  | - | 10  | 0  |
| C. Necaxa · México | 1.ª                 | 2011                | 6   | 0  | - | - | -  | - | 6   | 0  |
| C. Necaxa · México | 1.ª                 | Total               | 6   | 0  | - | - | -  | - | 6   | 0  |
| Irapuato F.C. · México | 2.ª                 | 2011                | 5   | 0  | - | - | -  | - | 5   | 0  |
| Irapuato F.C. · México | 2.ª                 | Total               | 5   | 0  | - | - | -  | - | 5   | 0  |
| Altamira F.C. · México | 2.ª                 | 2013                | 2   | 1  | - | - | -  | - | 2   | 1  |
| Altamira F.C. · México | 2.ª                 | Total               | 2   | 1  | - | - | -  | - | 2   | 1  |
| Xelajú F.C. · Guatemala | 1.ª                 | 2013-14             | 39  | 13 | - | - | -  | - | 39  | 13 |
| Xelajú F.C. · Guatemala | 1.ª                 | Total               | 39  | 13 | - | - | -  | - | 39  | 13 |
| Total en su carrera | Total en su carrera | Total en su carrera | 209 | 63 | 9 | 1 | 18 | 7 | 236 | 71 |
| (1)Incluye datos de la InterLiga (2004, 2007, 2008, 2009 y 2010). (2)Incluye datos de la Copa Libertadores (2008) y Concacaf Liga de Campeones (2009-10). |                     |                     |     |    |   |   |    |   |     |    |